# Karl-Otto Prietzel
Karl-Otto Prietzel (* 28. August 1936 in Wittenberge) ist ein deutscher Ingenieur und Hochschullehrer.

## Leben
1954 machte Prietzel das Abitur in Wittenberge am heutigen Marie-Curie-Gymnasium Wittenberge, damals Einheitsschule für Mädchen & Jungen (Kl. 9–12).
Von 1955 bis 1960 studierte Prietzel an der Hochschule für Schwermaschinenbau Magdeburg Werkstoffkunde und Werkstoffprüfung.
1970 promovierte Prietzel in Magdeburg mit einer Arbeit zum Thema Untersuchungen zum Austenitisierungs- und Anlaßverhalten des niedriglegierten Kaltarbeitsstahles 85 CrMo 7.2
Prietzel arbeitete als wissenschaftlicher Mitarbeiter im VEB Schwermaschinenbau „Karl Liebknecht“ in Magdeburg.
Nach seiner Promotion B 1984 in Magdeburg mit einer Arbeit zum Thema Wärmebehandlung in Teilefertigungsprozessen wurde Prietzel zum ordentlichen Professor für das Gebiet der Wärmebehandlungstechnik berufen.
Nach der Wende war er weiterhin Professor am Institut für Werkstofftechnik und Werkstoffprüfung (IWW) an der Fakultät für Maschinenbau der Otto-von-Guericke-Universität Magdeburg.

## Forschungsinteressen
Prietzel forschte auf dem Gebiet der Werkstofftechnik, Werkstoffberatung, der Optimierung der Wärmebehandlung, der Erarbeitung von Prüftechnologien und der Klärung von Schadensfällen
Zusammen mit Ulrich Baudis und Mandy Doose meldete er im Jahre 1999 ein Patent für ein Verfahren zur elektrolytischen Erzeugung von Cyanid in Nitrocarburierschmelzen an.

## Mitgliedschaften und gesellschaftliches Engagement
Prietzel ist seit 1992 Mitglied der Deutschen Gesellschaft für Materialkunde (DGM).
Er nimmt teil am Modell „Professoren gehen in die Wirtschaft“ und berät die Firma Polte GmbH, Hersteller von Industriearmaturen, bei der Qualitätssicherung.
Außerdem engagiert er sich im Professorenkollegium Emeritio, das sich der allgemeinverständlichen Wissensweitergabe an breite Bevölkerungsschichten widmet.

## Schriften (Auswahl)
- Festlegung und Bewertung des Einflusses der technologischen Prozesse auf die Eigenschaftsprofile mittels optimierter Parameter (Teilprojekt 4 im Verbundprojekt SIPROKO); Abschlußbericht, Magdeburg Methodisch-Diagnostisches Zentrum Werkstoffprüfung e.V. 2007, OCLC 255955256
  - Establishing and assessment of the technological processes influence on property profiles using optimized quality parameters
- Entwicklung eines werkstofftechnisch begründeten Algorithmus zur Erfassung und Nutzung von Werkstoffkenngrößen für die Konstruktion von Hochleistungskolben, (Teilprojekt 4 im Verbundprojekt SIMEKO [Simulationsgeführte Entwicklungskonzepte für höchstbeanspruchte Kolben]), Methodisch-Diagnostisches Zentrum Werkstoffprüfung e.V. (MDZWP) e.V., 2005, OCLC 836221036
  - Development of material-based algorithm for the compilation and use of materials data for the construction of high-performence pistons
- Wärmebehandlung in Teilefertigungsprozessen, 3 Teile, 1983–1984, OCLC 721506333
- Wärmebehandlung, Lehrbriefe, Berlin Verlag Technik, 1973, OCLC 833293455
- Untersuchungen zum Austenitisierungs- und Anlaßverhalten des niedriglegierten Kaltarbeitsstahles 85 CrMo 7. 2, 1970, OCLC 74046344